# Motumakareta Island
Motumakareta Island ist eine Insel der Inselgruppe der Motukawao Group im Norden der Nordinsel von Neuseeland.

## Geographie
Motumakareta Island befindet sich an der Westküste der Coromandel Peninsula, rund 16,5 km nordwestlich von Coromandel und rund 6,9 km südwestlich der Colville Bay. Die Insel besitzt eine Größe von rund 3,5 Hektar. Sie hat eine Länge von rund 250 m in Nord-Süd-Richtung und eine maximale Breite von rund 225 m in Ost-West-Richtung. Die höchste Erhebung der Insel befindet sich mit 56 m etwas nördlich der Mitte.
Nordwestlich von Motumakareta Island sind in einem Abstand von rund 1,1 km die als Black Rocks bezeichnete Felsengruppe Motupotaka zu finden und in einer Entfernung von 325 m in südöstlicher Richtung die zweiarmige Insel Motukahaua Island.